# Chirindia rondoensis
Espèce
Synonymes
- Amphisbaena rondoensis Loveridge, 1941
- Amphisbaena newalaensis Loveridge, 1962

Chirindia rondoensis est une espèce d'amphisbènes de la famille des Amphisbaenidae.

## Répartition
Cette espèce est endémique de Tanzanie. 

## Description
Cette espèce de lézard est apode.

## Publication originale
- Loveridge, 1941 : Revision of the African lizards of the family Amphisbaenidae. Bulletin of the Museum of Comparative Zoology, vol. 87, no 5, p. 353-451 (texte intégral).